# Блат, Иосиф Михайлович
Ио́сиф Миха́йлович (Иось-Герш Михеле́вич) Блат (1894—1937) — начальник Управления НКВД Западной области, старший майор государственной безопасности (1935). Входил в состав особой тройки НКВД СССР. Расстрелян в «особом порядке». Не реабилитирован.

## Биография
Родился в еврейской семье мелкого торговца. В 1917 г. вступил в РСДРП(и), в которой состоял с мая по декабрь 1917 г., с состоял в РКП(б) с июня 1919 г. 
Окончил высшее начальное училище (Могилёв-Подольский) и технические курсы (Екатеринослав), 1 курс Политехнического института. Работал техником-механиком, служил вольноопределяющимся в 8-й армии (пошёл добровольцем в январе 1917 г.). В конце 1917 г. работал в Могилёв-Подольском Совете секретарём, заместителем председателя. После установления в Екатеринославе советской власти с февраля 1919 г. заведовал продовольственным отделом жилищного отдела Екатеринославского Совета. В 1919—1920 гг. служил в РККА.
В органах ВЧК-ГПУ-НКВД с 1920 г. :  в 1920—1921 гг. старший следователь, начальник Следственной части Особого отдела ВЧК 14-й армии, уполномоченный Юридической комиссии 14-й армии по личному составу, начальник Особого пограничного отделения № 1 охраны румынской границы при Особом отделе ВЧК 14-й армии. В 1921 г. начальник Обще-административной части Особого отдела ВЧК Киевского военного округа, председатель Центральной Тройки по реэвакуированию пленных на Правобережной Украине от Революционного военного совета Харьковского военного округа и Особого отдела ВЧК Киевского военного округа, временно исполняющий обязанности заместителя начальника Особого отдела ВЧК Киевского военного округа, председатель Особой комиссии по инспектированию и образованию пограничных Особых отделов ВЧК на польской и румынской границах, председатель выездной сессии 7-го Революционного Военного Трибунала Киевского военного округа для расследования и суда в пограничной полосе. В 1921—1922 гг. заместитель начальника Особого отдела ВЧК—ГПУ Киевского военного округа, начальник Секретно-оперативной части Особого отдела ВЧК—ГПУ Киевского военного округа. В 1922—1923 гг. начальник Административно-организационной части управления ГПУ при СНК Украинской ССР. В 1922—1930 гг. член коллегии ГПУ при СНК Украинской ССР. В 1924—1930 гг. начальник Экономического управления ГПУ при СНК Украинской ССР. В 1925—1928 гг. начальник Южного окружного транспортного отдела ОГПУ. В 1928—1930 гг. начальник Харьковского окротдела ГПУ. В 1930—1931 гг. начальник Донецкого (2-го Сталинского) оперативного сектора ГПУ. В 1931—1934 гг. полномочный представитель ОГПУ по Западной области. 
26 января—10 февраля 1934 года делегат XVII съезда ВКП(б).
В 1934—1936 гг. начальник Управления НКВД по Западной области.
В 1936—1937 гг. начальник Управления НКВД по Челябинской области. Этот период отмечен вхождением в состав особой тройки УНКВД , созданной по приказу НКВД СССР от 30.07.1937 № 00447, и активным участием в сталинских репрессиях.

## В коммуне им. Ф.Дзержинского
И.М. Блат являлся некоторое время Председателем Правления коммуны имени Ф. Э. Дзержинского.

## Завершающий этап
13 июля 1937 г. арестован в г. Челябинск. Внесён в Сталинские расстрельные списки «Москва-центр» («Быв. сотрудники НКВД») от 1 ноября 1937 г. (вычеркнут) и 13 ноября 1937 г. по 1-й категории («за» Сталин, Каганович, Молотов, Ворошилов). Приговорён к ВМН 15 ноября 1937 г. в  «особом порядке» . Расстрелян в день оформления приговора в г. Москва в числе ряда известных сотрудников ВЧК-ГПУ-НКВД (Г. И. Бокий, И. И. Сосновский, В. А. Стырне, П. Г. Рудь, Р. И. Аустрин, М. К. Александровский, Н. М. Райский, А. П. Шийрон и др.). Место захоронения — «могила невостребованных прахов» № 1 крематория Донского кладбища. Не реабилитирован.

## Звания
- старший майор государственной безопасности (29.11.1935).

## Награды
- орден Красного Знамени ( 03.04.1930) (лишён посмертно Указом Президиума ВС СССР от 07.12.1939)
- 2 знаками «Почётный работник ВЧК-ГПУ».[6]